# Limonicola plurivectis
Limonicola plurivectis är en tvåvingeart som beskrevs av Lutz 1928. Limonicola plurivectis ingår i släktet Limonicola och familjen Blephariceridae.
Artens utbredningsområde är Venezuela. Inga underarter finns listade i Catalogue of Life.